# Lengerich (Steinfurt)
Lengerich is een stad en gemeente in de Duitse deelstaat Noordrijn-Westfalen, gelegen in de Kreis Steinfurt. De gemeente telt 22.511 inwoners (31 december 2020) op een oppervlakte van 90,77 km².

## Ligging, verkeer, vervoer
De stad Lengerich ligt in het Teutoburger Woud, en wel grotendeels aan de zuidkam van het meest westelijke gedeelte ervan. Ten zuiden ervan ligt vlak boerenland op ca. 50 meter boven zeeniveau.
De noordelijke buurgemeente is Tecklenburg. Lengerich ligt ca. 18 km ten zuidwesten van het centrum van Osnabrück. Via Ladbergen (10 km in zuidwestelijke richting) bereikt men 9 km verder de stad Greven.

### Wegverkeer
Slechts ruim 3 km ten westen van Lengerich is afrit 73 van de Autobahn A1 Münster - Osnabrück.
Een 16 km lange weg in oostelijke richting, parallel aan het Teutoburger Woud, leidt naar Bad Iburg.
Een ca. 18 km lange weg leidt noordoostwaarts naar het centrum van Osnabrück.

### Spoorweg- en busverkeer
De situatie van de spoorweginfrastructuur rondom Lengerich is nogal gecompliceerd.
Lengerich heeft een station aan de spoorlijn van Düsseldorf Hauptbahnhof via Duisburg Hauptbahnhof, Essen Hauptbahnhof en Münster Hbf naar Osnabrück Hbf. De ieder half uur rijdende stoptrein, die hier sinds 2019 het treinverkeer verzorgt heet Rhein-Haard-Express (RE 2). De stad heeft nog een tweede station, Lengerich-Hohne, aan een lokale spoorlijn, de Spoorlijn Lengerich - Gütersloh. Ter hoogte van Lengerich wordt deze spoorlijn alleen voor toeristische ritten (museumspoorlijn) gebruikt.
In het centrum van Lengerich is nog een derde station, Lengerich Stadt. Dit ligt aan een lokale spoorlijn richting Tecklenburg en Ibbenbüren.  In 2010 is tijdens een noodweer op dit traject een aardverschuiving met een instorting gebeurd, waardoor deze lijn zeker nog tot 2021 buiten gebruik blijft. Daarna moet de Teuto-Bahn, mits de vereniging, die deze  als museumspoorlijn exploiteert, erin slaagt, uit sponsoring, giften e.d. de daarvoor voldoende geldmiddelen te genereren, op dit traject toeristische ritten met historische (stoom)treinen gaan verzorgen.
Regelmatige lijnbussen rijden als uurdienst naar Ibbenbüren, Lienen en Osnabrück v.v., ook zaterdags. Naar en van Kattenvenne, gemeente Lienen en andere kleinere plaatsen rijden op werkdagen 1 of 2 maal per dag scholierenbussen.

### Vliegverkeer
Lengerich ligt slechts 15 km van de even voorbij Ladbergen liggende Flughafen Münster-Osnabrück.

## Plaatsen in de gemeente Lengerich
- Antrup, ten westen van de stad
- Aldrup, ten westen van de stad
- Exterheide, ten noorden van de zuidkam van het Teutoburger Woud
- Hohne, in het vlakke land ten zuiden van de stad
- Intrup, ten oosten van de stad
- Niederlengerich, in het vlakke land ten zuiden van de stad
- Niedermark
- Ringel, in het vlakke land ten zuiden van de stad
- Schollbruch, ten noorden van de zuidkam van het Teutoburger Woud
- Settel, in het vlakke land ten zuiden van de stad
- Stadtfeldmark, de noordwestelijke buitenwijk
- Wechte, ten westen van de A1

### Inwoners
- Totaal: 23.227, waarvan:
  - mannelijk: 11.527
  - vrouwelijk: 11.700

### Religieuze statistiek
- evangelisch-luthers: 10.163
- rooms-katholiek: 3.814
- overige of buitenkerkelijk: 9.250

(Stand: 31 december 2019)

## Economie

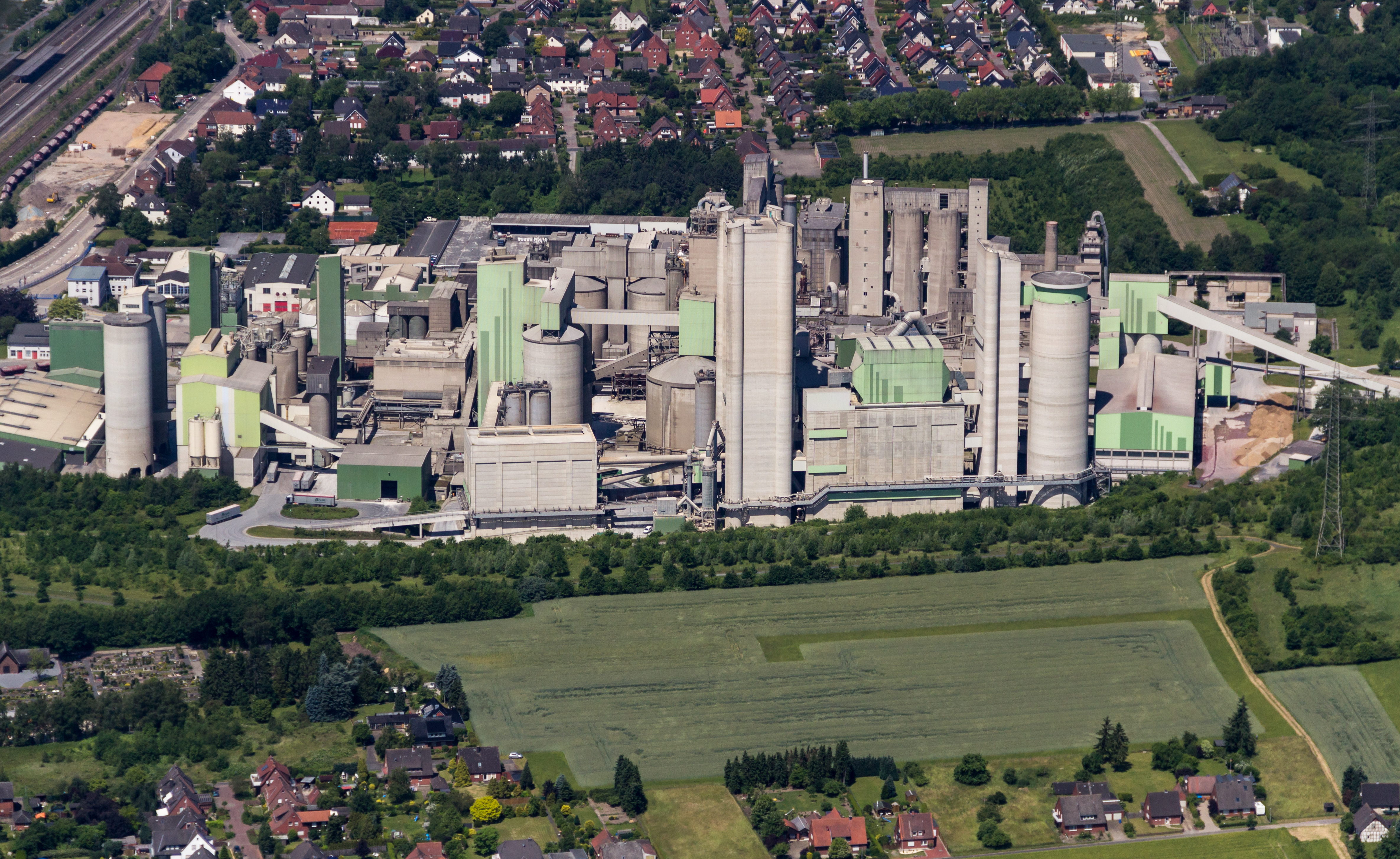
Dyckerhoff-cementfabriek in Lengerich
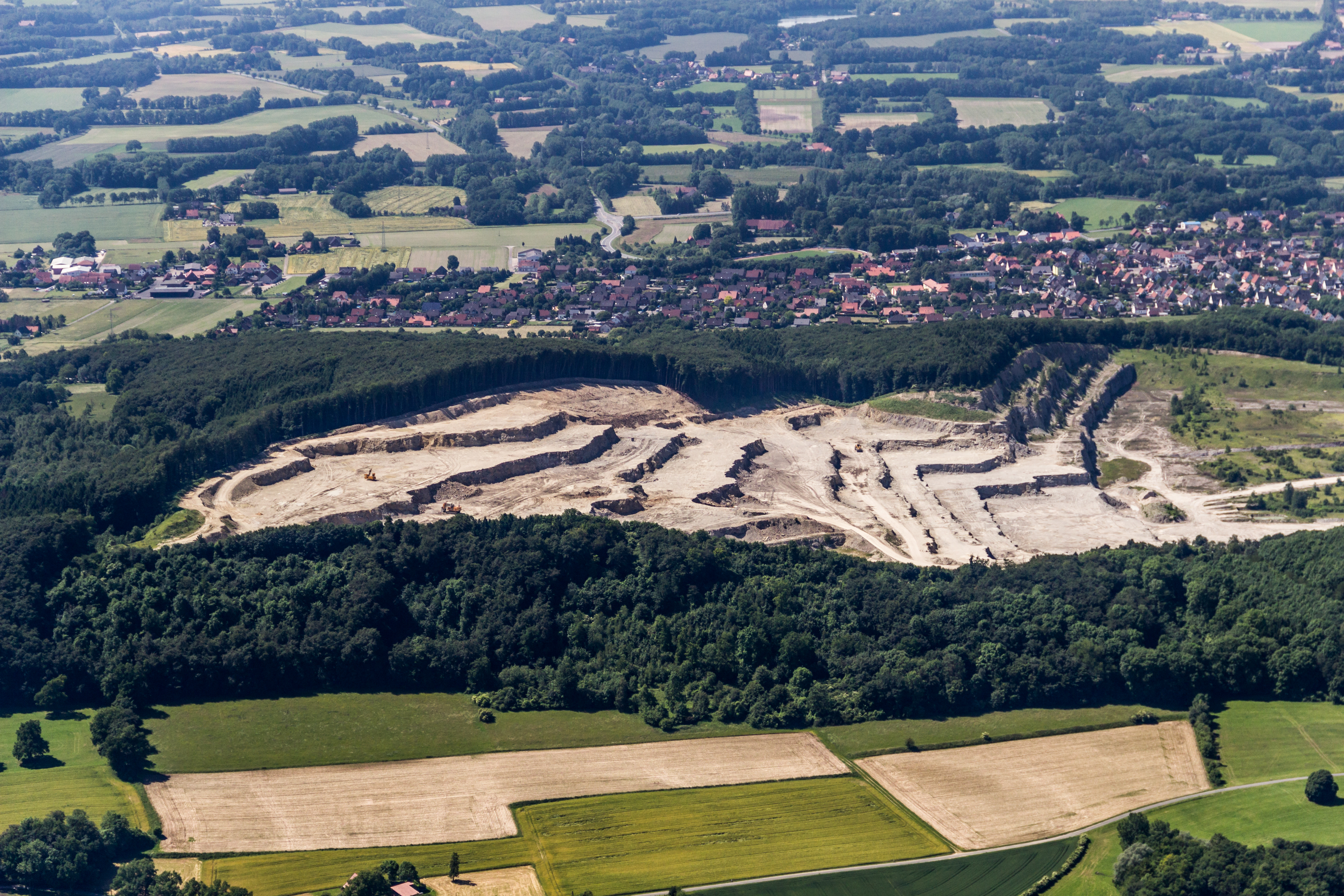
Kalksteengroeve in Lengerich
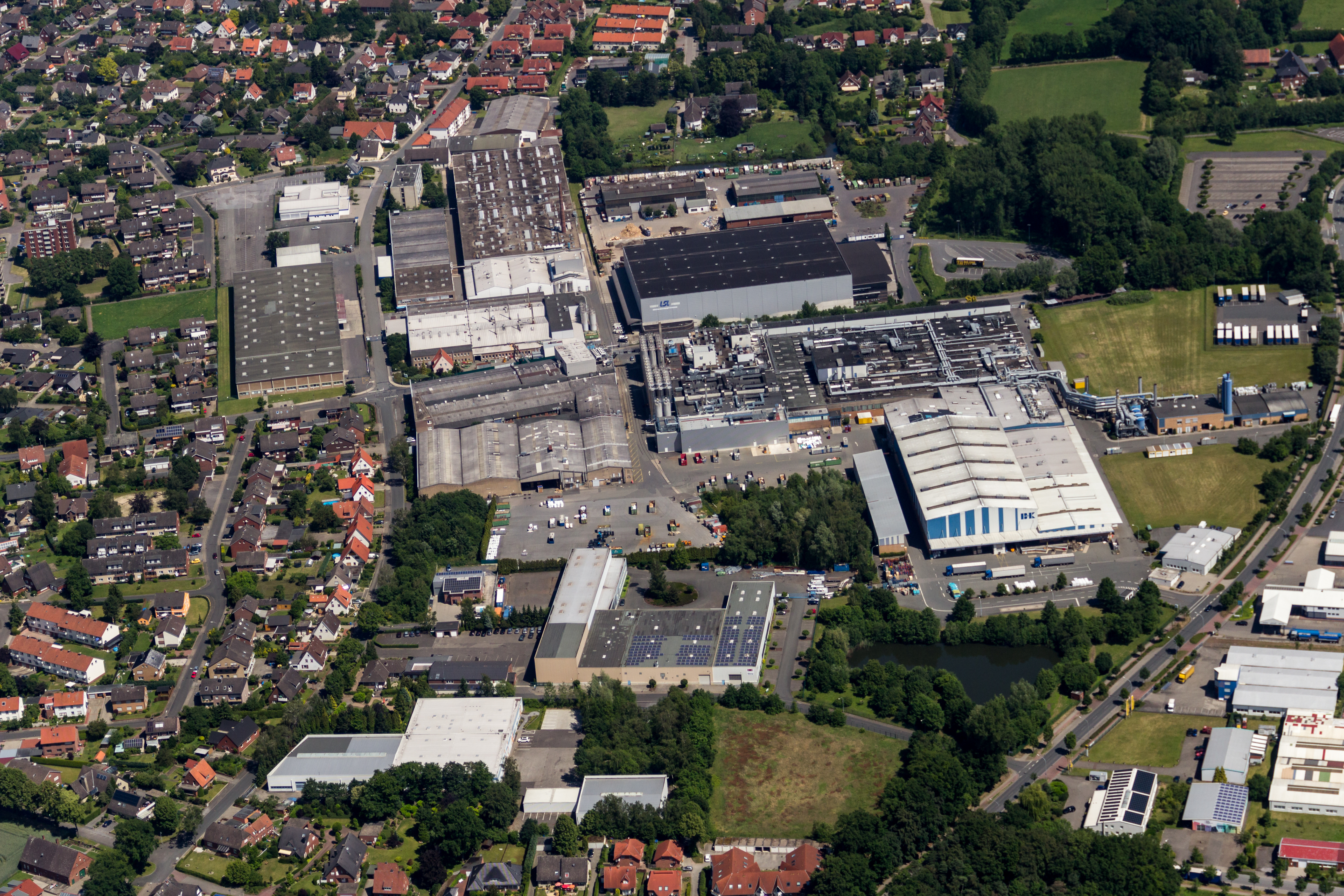
Folie-fabriek Bischof + Klein op industrieterrein Lohesch in Lengerich

Het zuidelijke, vlakke gedeelte van Lengerich is tot op de huidige dag overwegend agrarisch van karakter gebleven.
Lengerich heeft enige mijnbouw, met name de winning in dagbouw (steengroeves) van kalk en kalksteen voor de bouw.
Hieraan gerelateerd heeft het grote Dyckerhoff- concern bij de stad reeds sedert het midden van de 19e eeuw een belangrijke cementfabriek. Daarnaast is er belangrijke kunststof producerende en verwerkende industrie. Te Lengerich is een grote fabriek gevestigd, die machines bouwt voor andere bedrijven, met name in de verpakkingsindustrie. Er zijn ook enige middelgrote aannemersbedrijven gevestigd. Daarnaast is er betrekkelijk veel midden- en kleinbedrijf (industrie, ambachten, groot- en kleinhandel).
Lengerich maakt deel uit van het Tecklenburger Land, een mede sterk door toerisme gekenmerkt gedeelte van het Teutoburger Woud. De stad heeft een eigen ziekenhuis en een psychiatrische instelling. Deze staat aan de oostkant van de Kleeberg en direct ten noorden van het centrum. De twee torentjes van de voormalige kerk van deze instelling zijn een markant punt in Lengerich en omgeving.

## Geschiedenis
Lengerich, dat in 1147 voor het eerst in een document vermeld wordt, en vanaf de 14e eeuw een marktplaats was,  behoorde van de middeleeuwen tot 1707 tot het zuidelijke deel van het  Graafschap Tecklenburg. Daar dit bij de Reformatie in het midden van de 16e eeuw luthers werd, en het Prinsbisdom Münster in het zuidelijk deel hiervan maar weinig invloed kreeg, bleef de meerderheid van de christenen evangelisch-luthers tot op de huidige dag. In 1645 vond, voorafgaand aan de Vrede van Münster, diplomatiek overleg op binnenlands niveau van de Duitse landen plaats. Deze belangrijke bespreking wordt in de Duitse geschiedenis Lengericher Conclusum genoemd.  Vanaf 1695 was Lengerich een vlek of Minderstadt, een plaats met slechts gedeeltelijk stadsrecht. Na 1707 kwam de plaats in het Koninkrijk Pruisen te liggen en uiteindelijk in het Duitse Keizerrijk.
De 19e eeuw bracht, mede door de aanleg van spoorlijnen,  industriële ontwikkeling in de streek. De winning van kalksteen heeft echter al een traditie vanaf de late 16e eeuw, maar pas vanaf de 19e eeuw werd deze grootschalig opgezet. In de 20e eeuw kwam ook het toerisme op gang. Met name Noord-Nederlanders bezoeken sindsdien de streek, die vanwege landschap en architectuur sterk van Holland afwijkt.
De psychiatrische kliniek van Lengerich behoort tot de instellingen, waar vanaf ca. 1940 in het kader van het euthanasieplan Aktion T-4 in de tijd van Adolf Hitlers Derde Rijk 440 patiënten werden weggevoerd en vermoord.
In de Tweede Wereldoorlog was Lengerich als spoorwegknooppunt en industriestadje van strategisch belang. De Lengericher Tunnel, een spoorwegtunnel in de spoorlijn naar Osnabrück, diende van 18 maart 1944 tot  1 april 1945 als ondergrondse locatie, waar dwangarbeiders tewerkgesteld werden. De tunnel was een buitenkamp van concentratiekamp Neuengamme. De geallieerden hebben op deze tunnel, en ook op het stationsemplacement van Lengerich zelf, verscheidene luchtbombardementen uitgevoerd.  Eén daarvan, op 13 maart 1945, had rampzalige gevolgen. Toen de bommen insloegen, stond daar juist een goederentrein met daarin diverse brandstoffen. De reeks explosies kostte 48 mensen het leven en het station van Lengerich, alsmede gebouwen in de omgeving daarvan, werden geheel verwoest.
Nog altijd voelen de Lengerichers zich in de eerste plaats inwoners van het historische Tecklenburger Land, dat cultureel eerder op Osnabrück in Nedersaksen dan op bijvoorbeeld Münster is georienteerd.

## Bezienswaardigheden
- Het natuurschoon van het Teutoburger Woud:
  - Lengerich ligt aan verscheidene langeafstandswandel- en fietsroutes door het Teutoburger Woud
  - Ten noordwesten van de stad, bij de Kleeberg, is een steengroeve onder water gelopen. Dit heeft een apart landschap met de naam Canyon doen ontstaan.
  - Van de Canyon kan men via de oude Friedhofskapelle langs een modern beeldenpark met abstracte werken  en een in 2018 aangelegde hortensia-tuin een fraaie wandeling in de richting van de stad maken.
- De in 1497 gebouwde , thans evangelisch-gereformeerde stadskerk is een laatgotische hallenkerk. Voor de Reformatie (1534) was het een bedevaartkerk, gewijd aan St. Margaretha van Antiochië met een als wonderdadig beschouwd beeld van deze heilige, dat in de 16e eeuw verloren gegaan is.
- In de binnenstad bevindt zich een laatmiddeleeuws, schilderachtig poortgebouw met de naam Römer, waar rond 1800 een verdieping in vakwerkstijl bovenop gebouwd is. In de Römer is een klein restaurant met erboven een zaaltje voor huwelijkssluitingen aanwezig. Het pittoreske buurtje hier direct achter, nabij de oude kerk, heeft ook nog enige oude vakwerkhuizen. Ook elders in de stad staan verspreid nog diverse fraaie huizen, waaronder zowel oude vakwerkpanden als enige statige fabrikantenvilla's die rond 1900 zijn gebouwd.
- Concerten, beurzen, feesten e.d. vinden plaats in de opvallende, 1300 m2 grote Gempt-Halle, een daartoe in 2004 verbouwde voormalige kabelfabriek.
- Deutsches Feldbahnmuseum, museumspoorlijn en -loods gewijd aan mijnbouw- en fabrieksspoorlijntjes en de daar rijdende voertuigen, waarin men korte ritten kan maken.
- Het park van de LWL-Klinik, een psychiatrisch ziekenhuis, is in 1863 ontworpen door de bekende Pruisische tuin- en landschapsarchitect Peter Joseph Lenné.

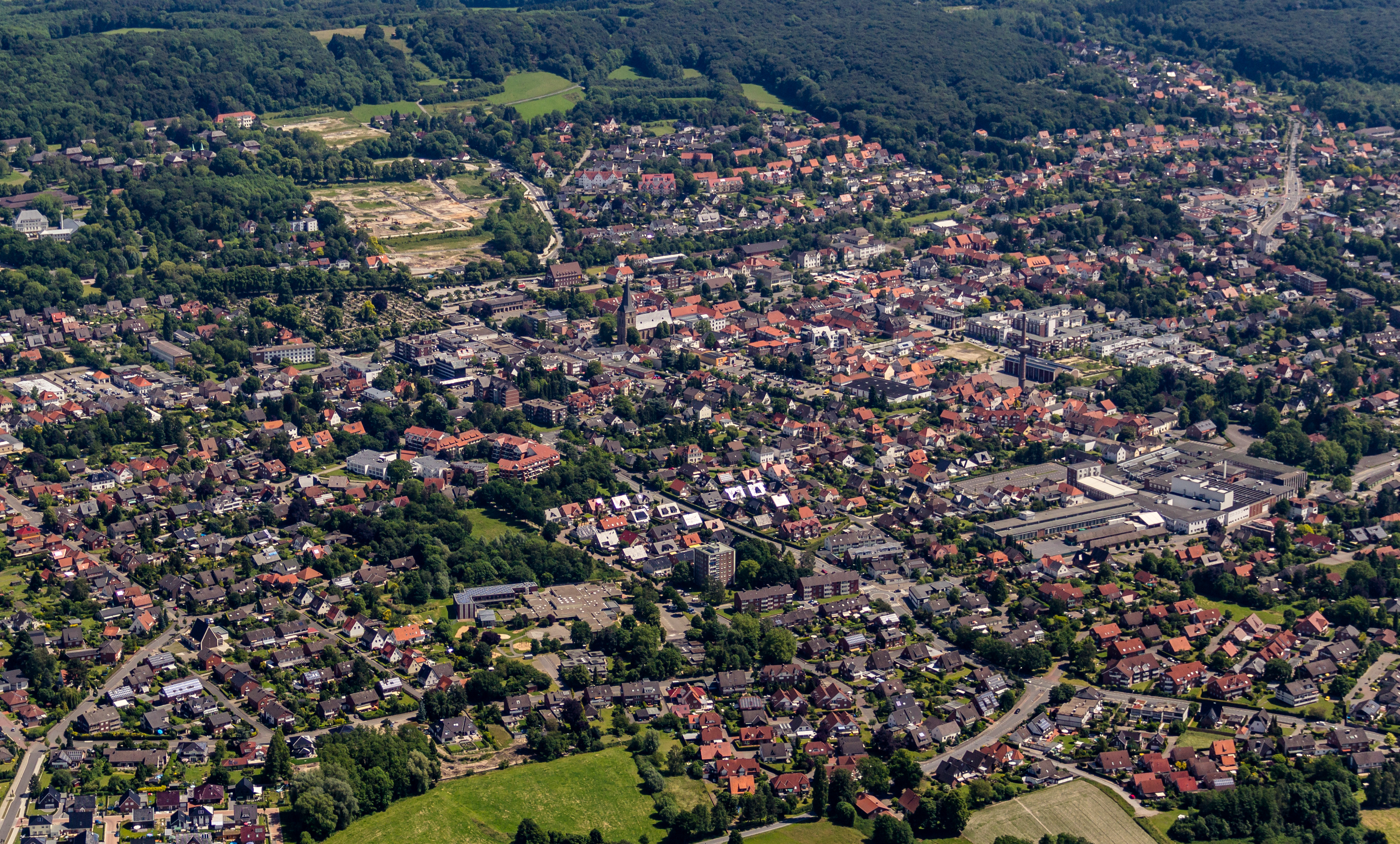
Gezicht op Lengerich
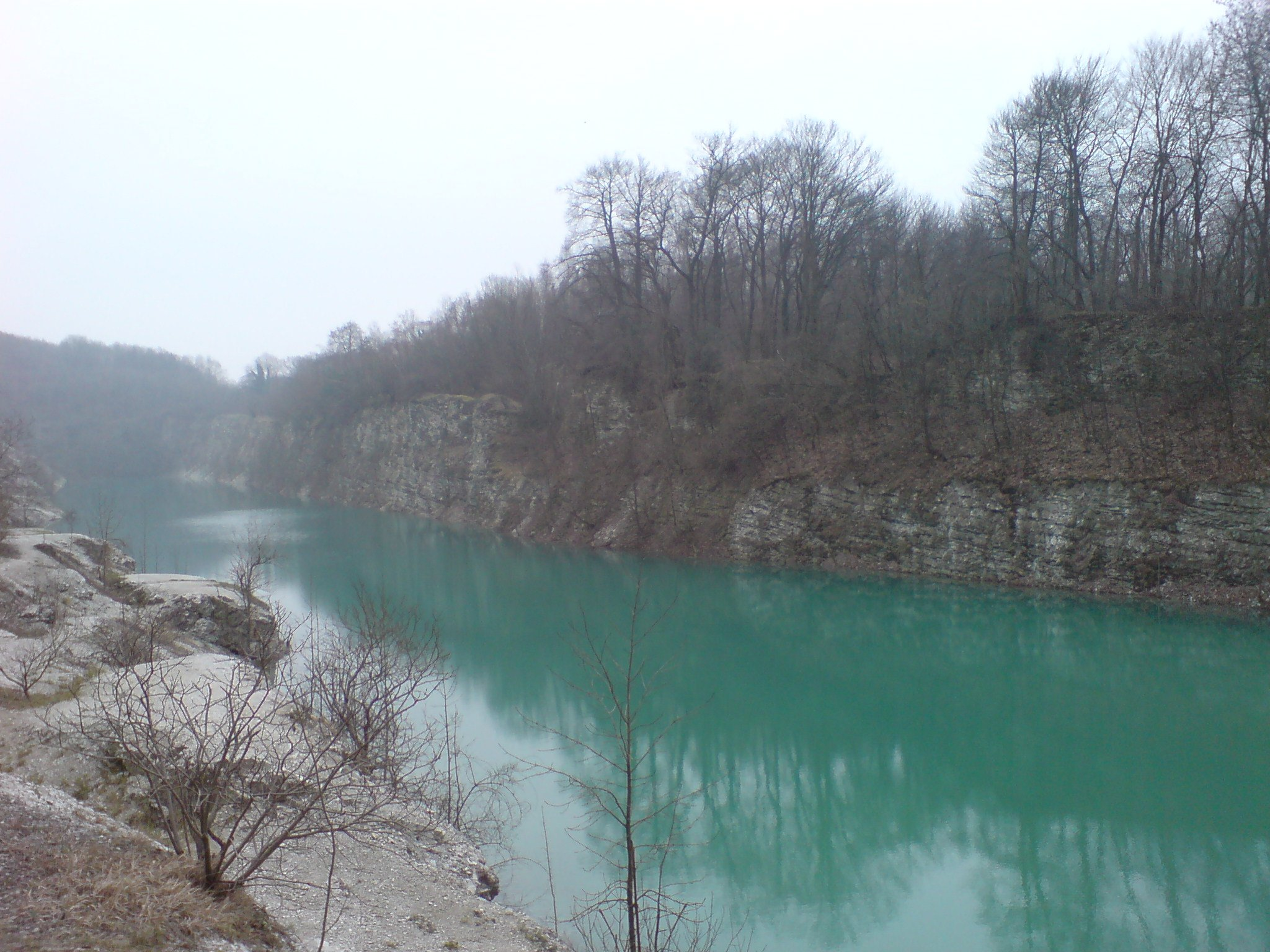
De Canyon of Blue Lagoon op de Kleeberg ten noordwesten van Lengerich
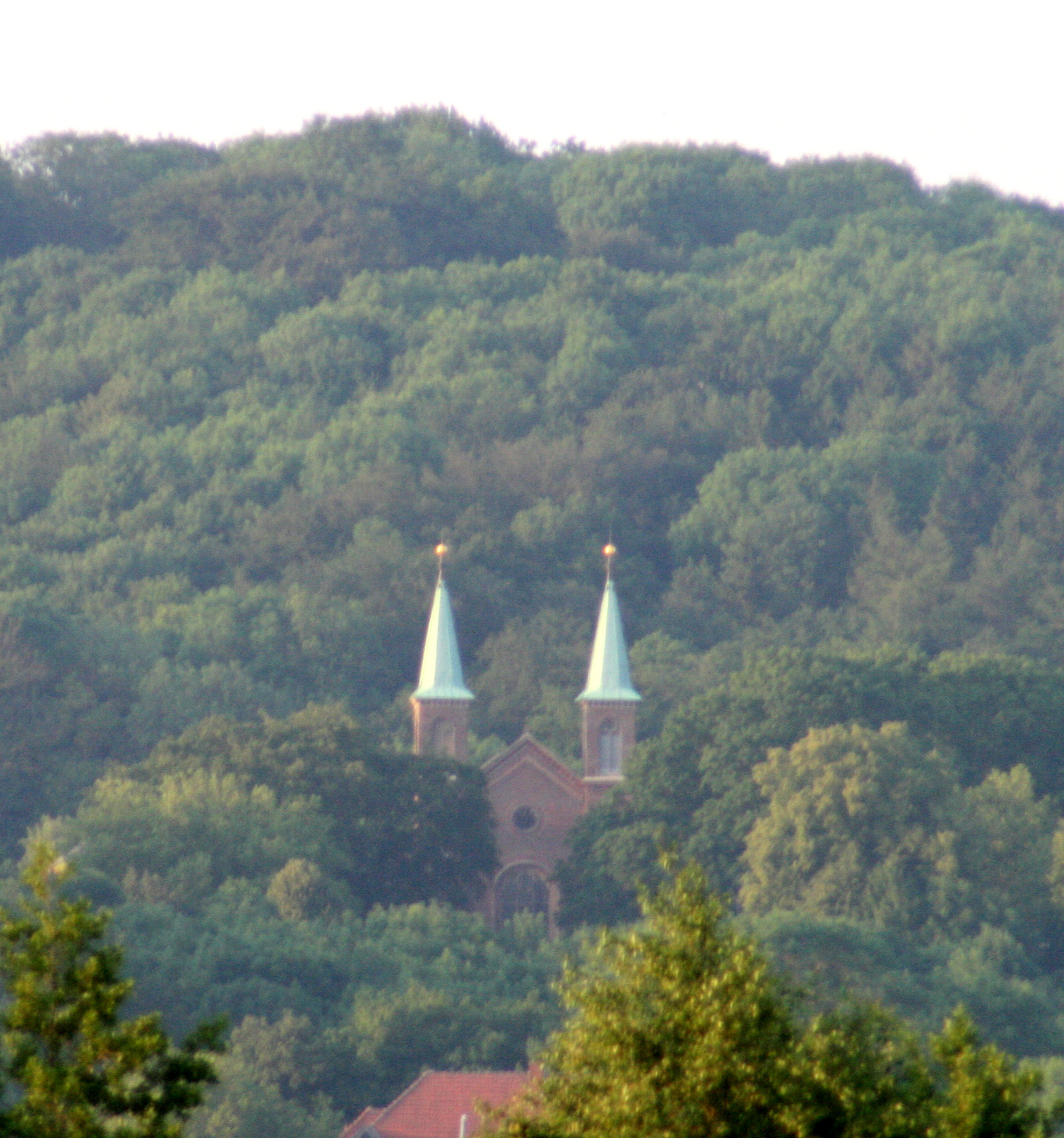
Gezicht op het Teutoburger Woud met de twee torentjes van de psychiatrische instelling van Lengerich
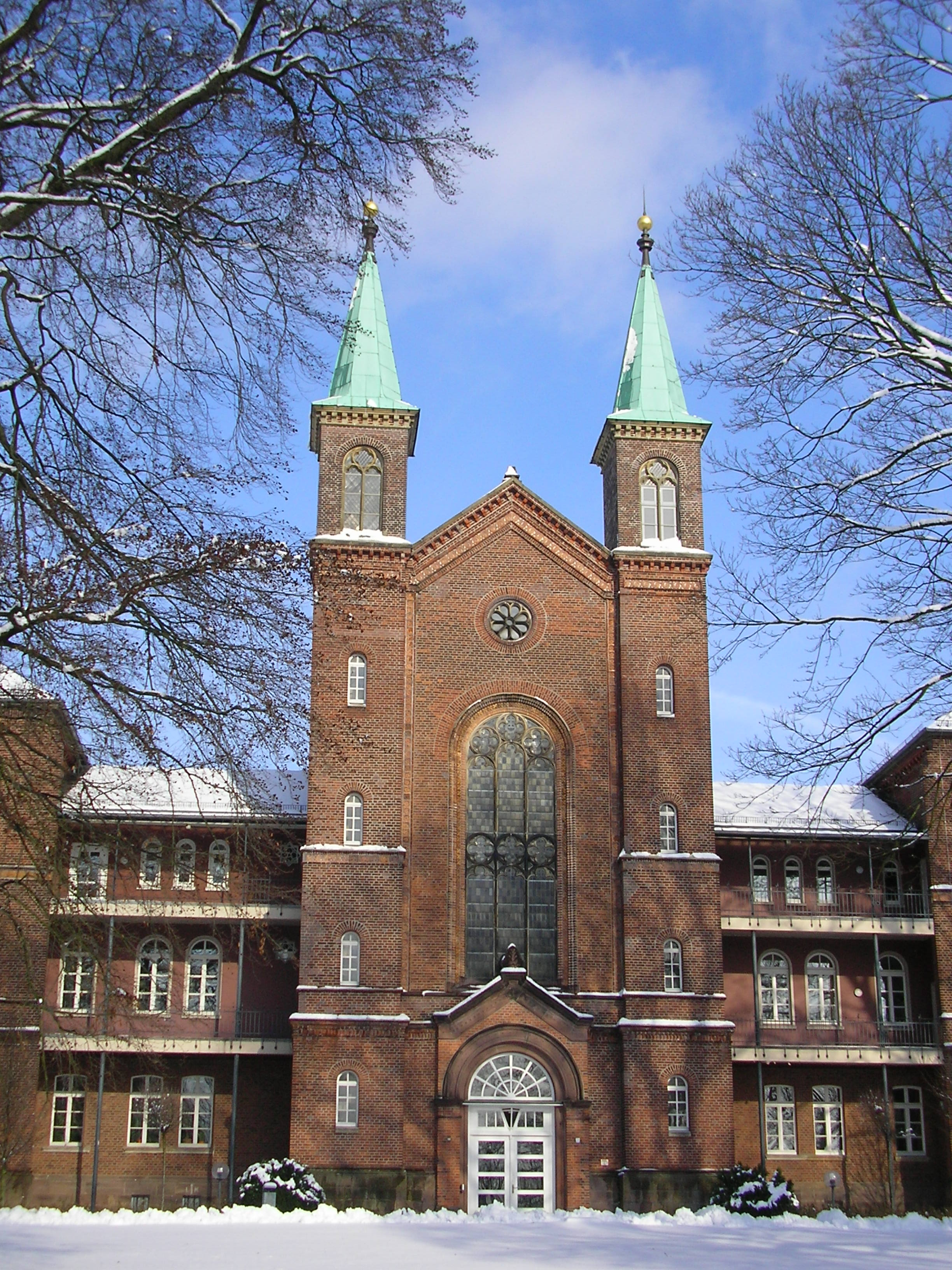
Hoofdgebouw van de psychiatrische instelling van Lengerich
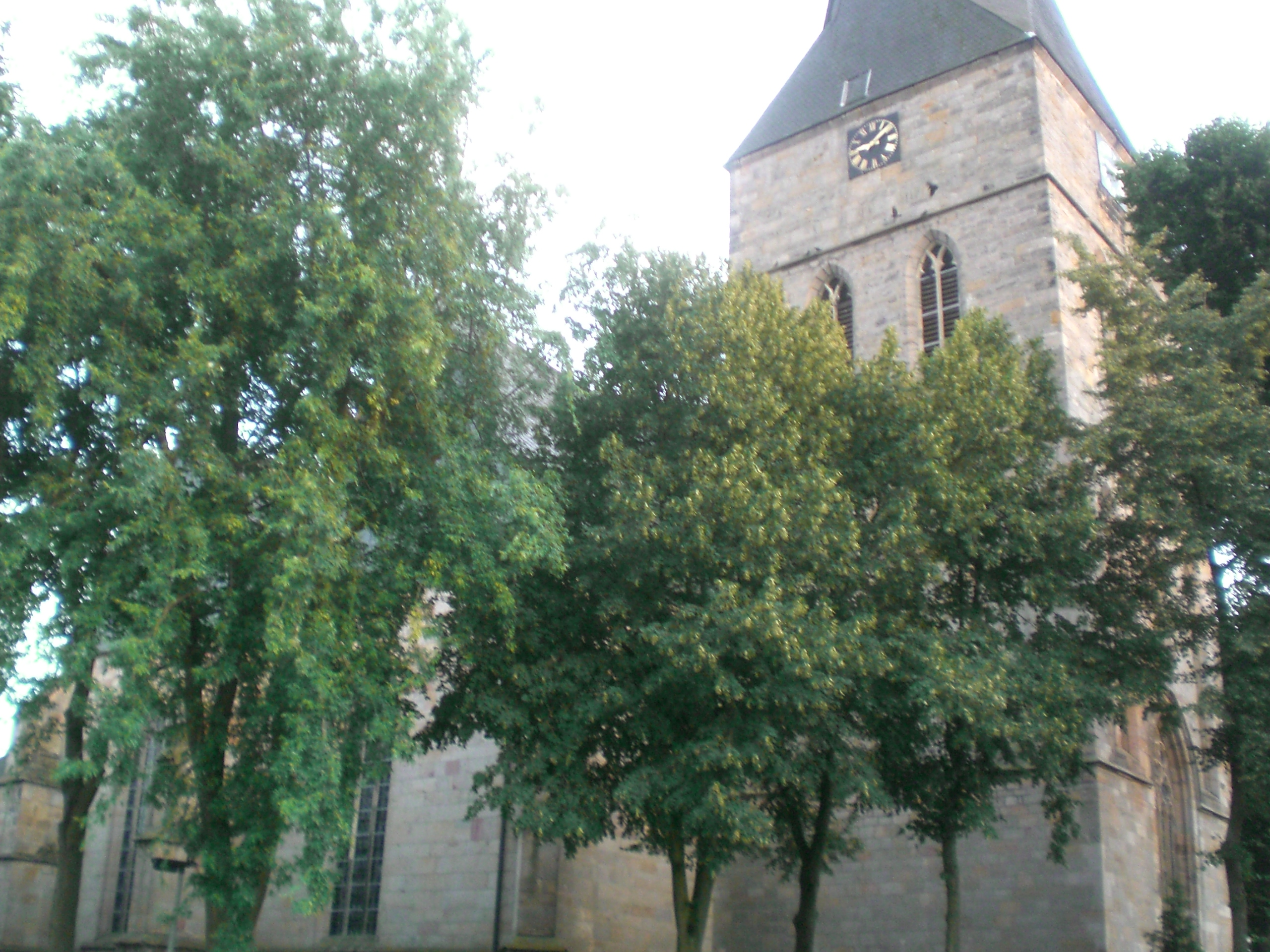
De evang.-gereformeerde stadskerk, dichtbij de Römer
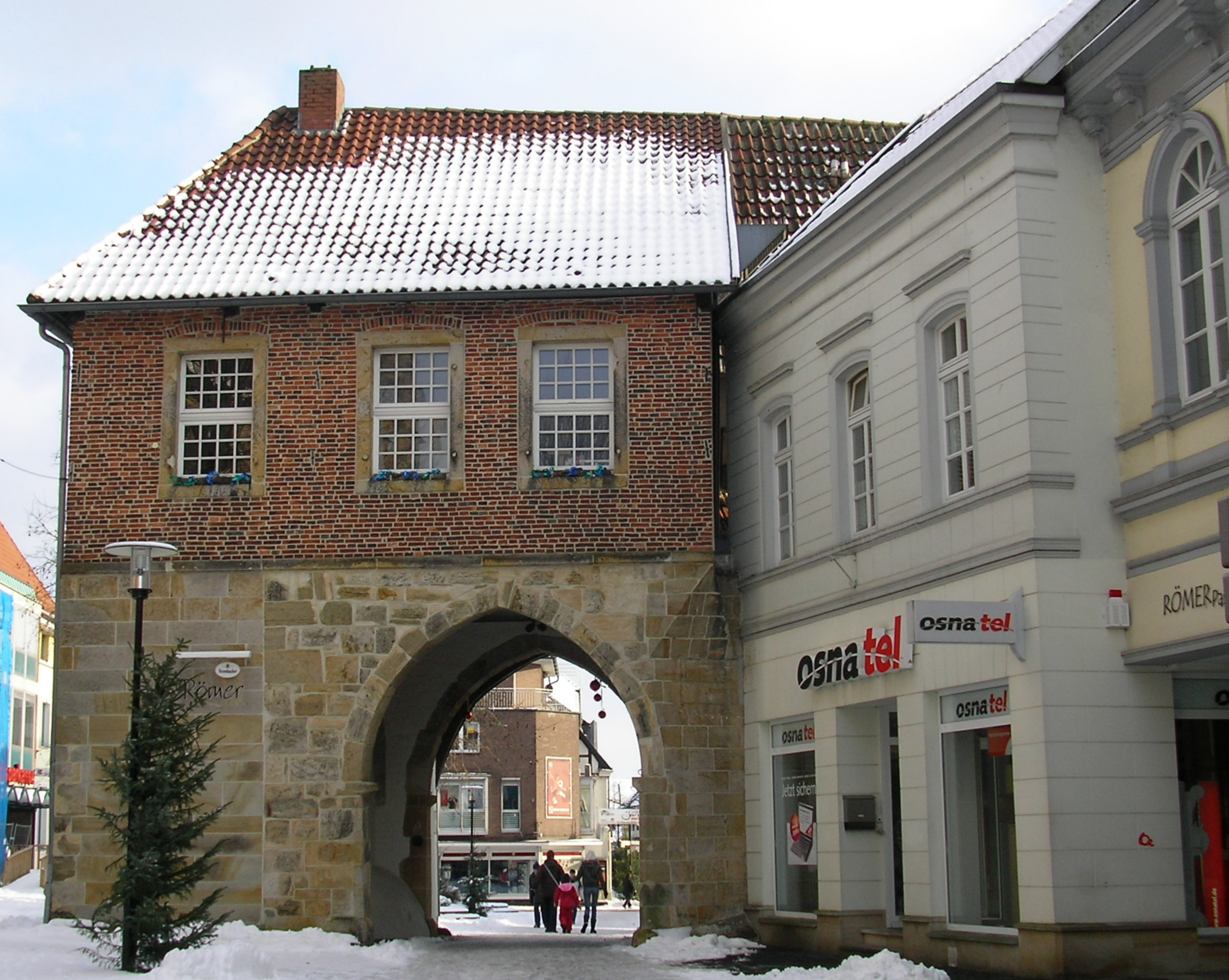
Römer (stadskant)
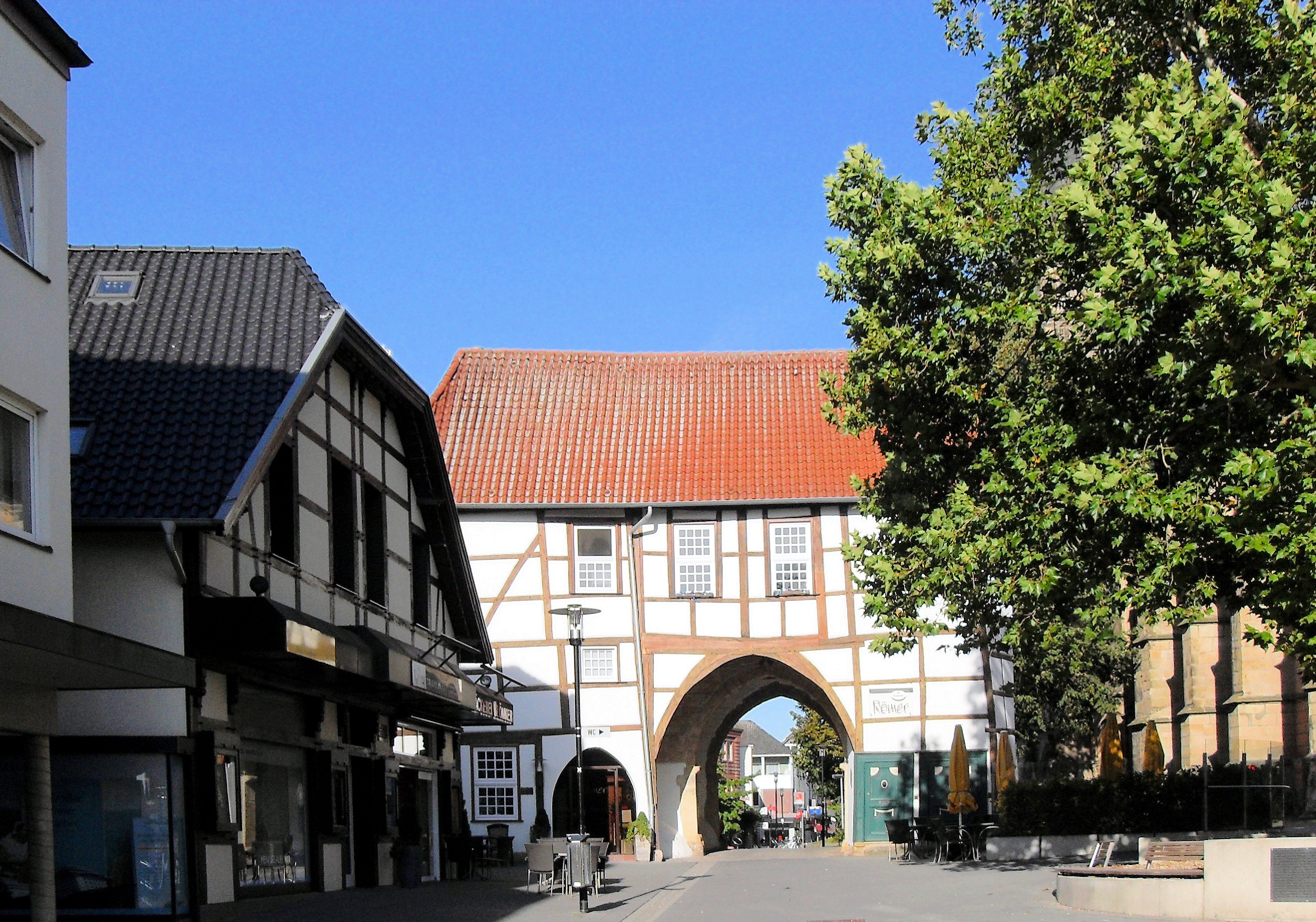
De Römer aan de buitenzijde van de stad
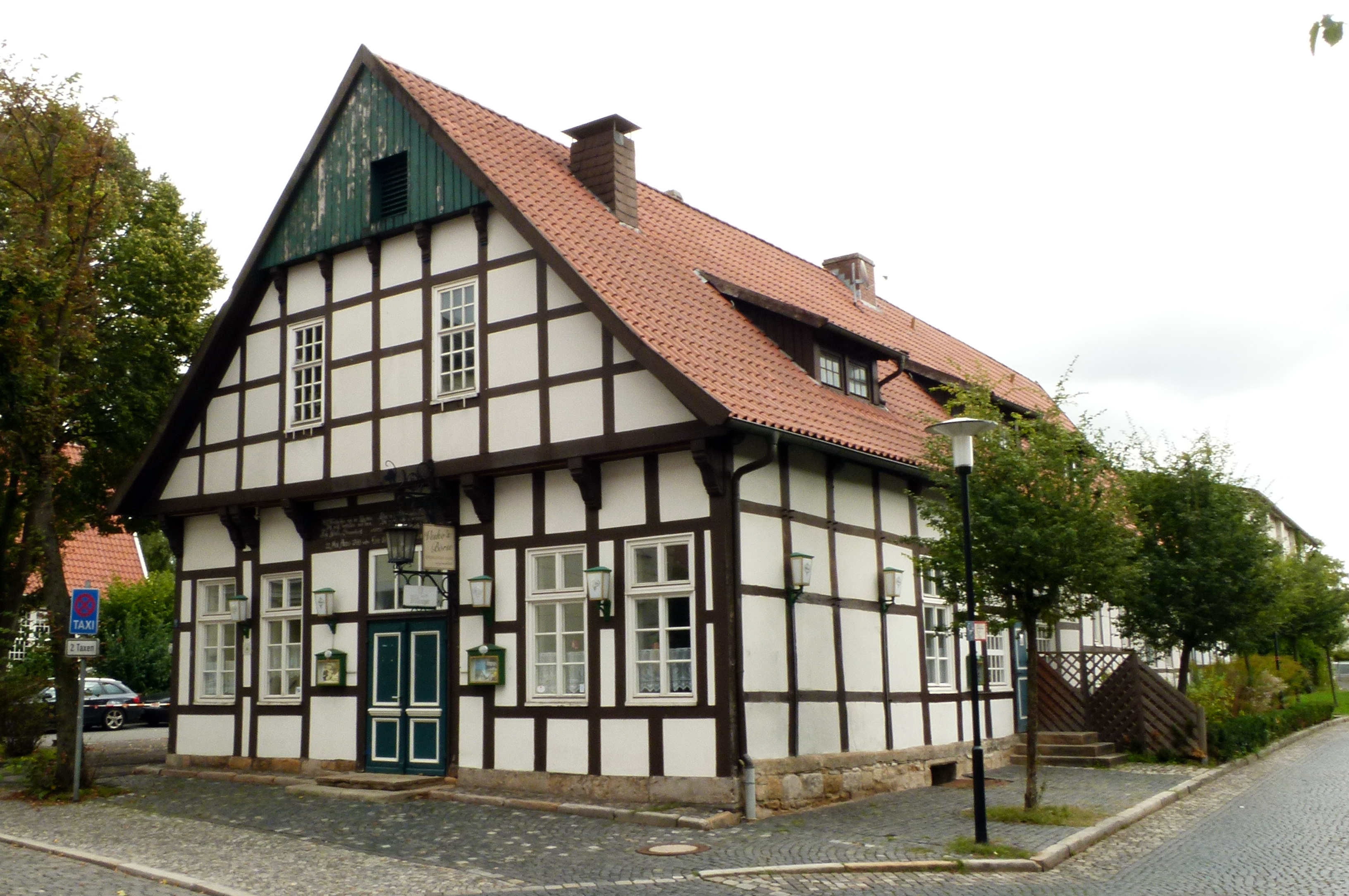
Vakwerkhuis "Börse" anno 1760
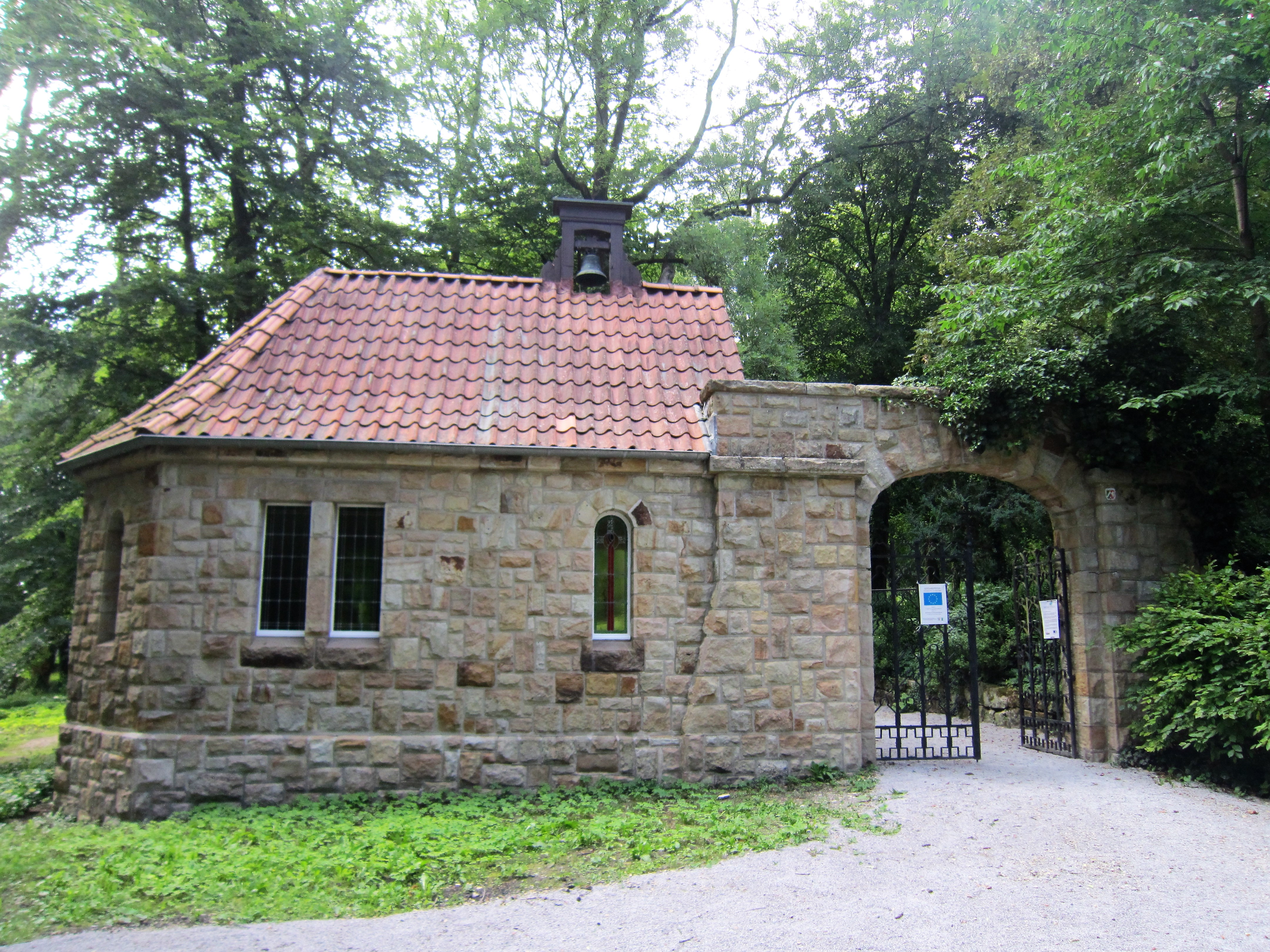
Oude , herbouwde Friedhofskapelle (voormalige rouwkapel van het kerkhof) op de Kleeberg
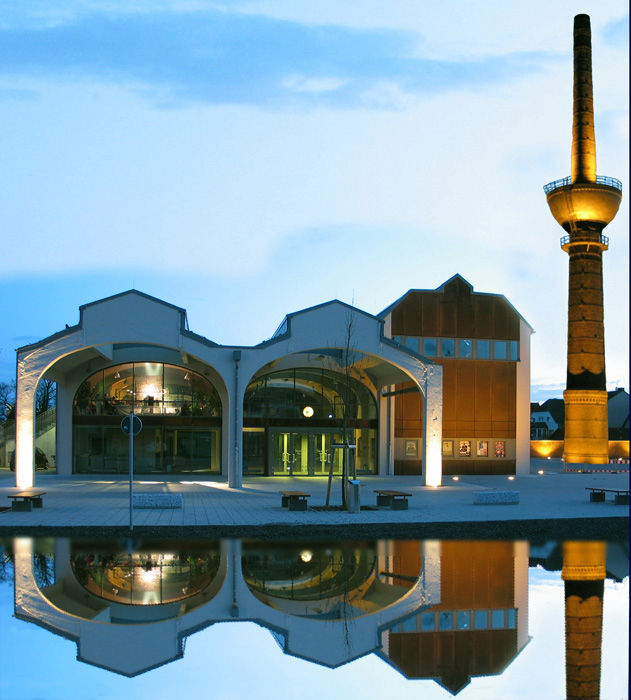
De Gempt-Halle in Lengerich (2004)

## Belangrijke personen in relatie tot Lengerich (Westfalen)

### Geboren
- Wolfgang Streeck (*1946), socioloog
- Ewerdt Hilgemann (*1938), beeldend kunstenaar

## Partnergemeentes
- Leegebruch, deelstaat Brandenburg, Duitsland, sinds 1991
- Wapakoneta, Ohio, Verenigde Staten, sinds 1994
- Warta, Polen, sinds 1996